# ULAS1335
ULAS J133553.45+113005.2는 표면 온도가 아주 낮은 갈색 왜성이다. 2008년 6월에 발견하였으며 표면온도는 약 550-600 K, 거리는 26-40 광년이다. 이 항성의 질량은 15-31 MJ이다. ULAS1335는 UKIRT 적외선 천체 측량 천문 관측소와 UKIDSS 거대 영역 측량 천문 관측소(LAS)가 최초로 발견한 갈색 왜성이다. 하와이의 마우나케아 산 천문대에서 관측하였다. 스피처 우주 망원경과 쌍둥이자리 북쪽 망원경으로 측정한 결과, 분광형이 T9 ~ Y0으로 확인되었다. 분광형이 Y형인 경우의 별은 거의 없다고 봐도 과언이 아니다. 표면 온도는 금성의 737K(464도씨)보다 낮다.